# 黎塞留
阿尔芒·让·迪普莱西·德·黎塞留（1585年9月9日—1642年12月4日），第一代黎塞留公爵与第三代弗龙萨克公爵，是法蘭西國王路易十三的枢密院首席大臣及枢机主教。
他在法國政務決策中具有主導性的影響力；特别是三十年战争时，他通过一系列的外交努力，为法国获得了相当大利益。在他当政期间，法国专制制度得到完全巩固，为路易十四时代的兴盛打下了基础。同时，为巩固中央集权，黎塞留镇压农民起义、到处收买御用文人。被誉为出色的政治家，外交家。

## 早年
1585年，他出生於法國巴黎的黎胥留家族，雖然生於貴族卻不是大門閥，僅為普瓦圖地區的次等貴族，他在五个孩子中排行第四，也是在其三位兄弟中最為年幼的。他的父亲弗朗索瓦·迪普萊西（法語：François du Plessis）在法国大教务长手下工作，他的母亲蘇珊·德·拉波特（法語：Susanne de La Porte）是一名著名法学家的女儿。他五岁时，父親死于法国宗教战争，同時為家族留下了一大堆債務。但通过王室拨款，使家族避免了财政困难，這讓九岁时黎胥留得以入学纳瓦拉学院以研修哲学。随后，他开始为军事生涯而接受训练。
黎胥留早年的仕途并不顺利。由于其父在宗教战争中的表现而被亨利三世授予黎胥留家族吕松主教这个职位，1606年，鉴于黎胥留已达到任职最小年龄，亨利四世提名黎胥留为吕松主教。1607年，黎胥留开始被任命为吕松主教。1610年亨利四世遇刺后，王太后玛丽·德·美第奇摄政。1614年黎胥留作为普瓦图的教士代表出席三级会议。1616年任内政与陆军国务秘书。1617年国王路易十三开始掌权，诛杀太后的宠臣孔奇尼，迫使太后流亡至科隆，黎胥留亦遭放逐，不過之後渐渐获得路易十三的信任，也由於首席大臣呂伊內公爵的提拔，1622年被提名為枢机，1624年进入枢密院，同年升任首席大臣。

## 首席大臣岁月

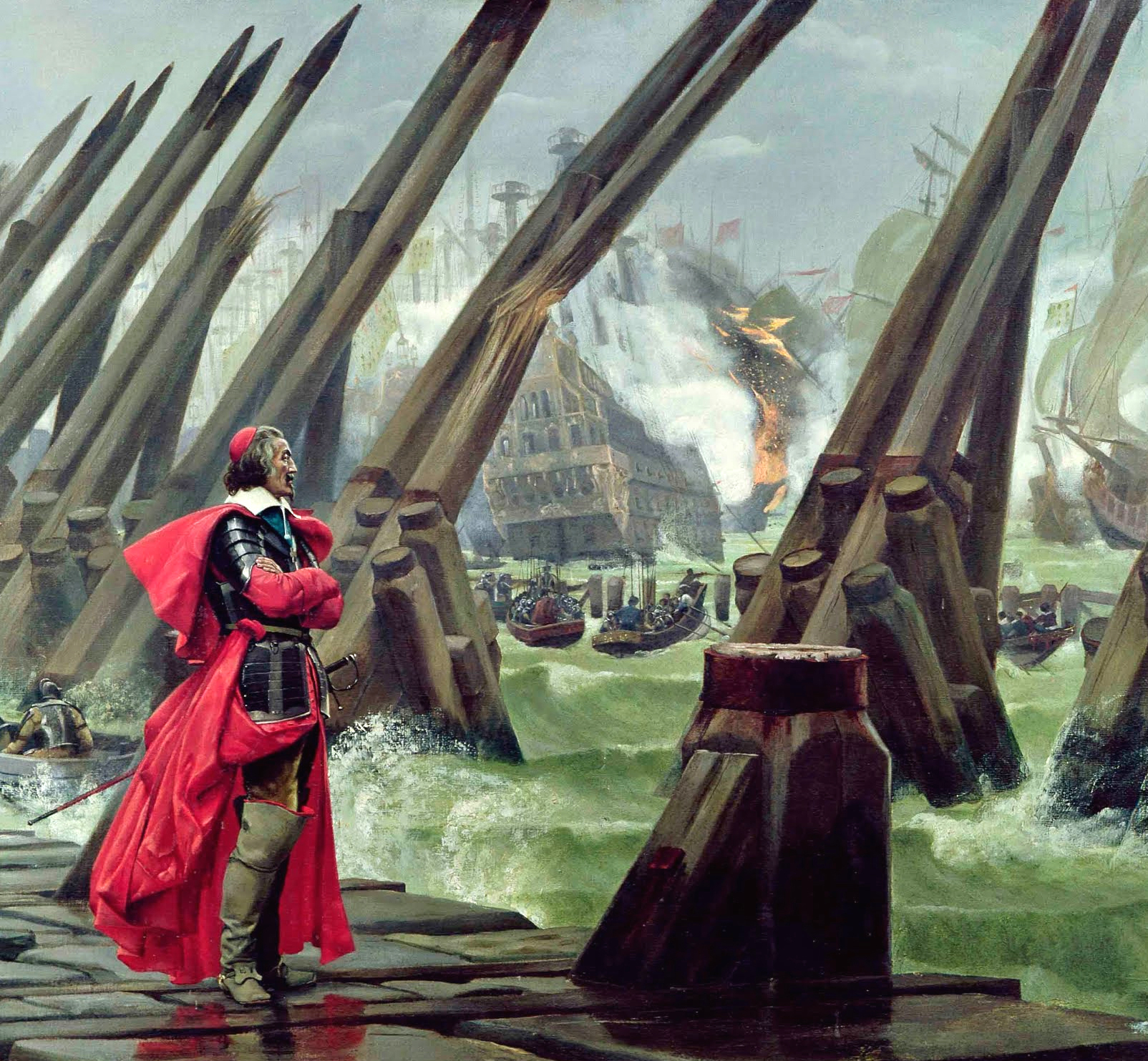
畫家亨利·莫特對黎塞留樞機在拉羅歇爾之圍（1628年）的美化圖像

從1624年起拜相起，黎塞留执政长达18年。黎塞留的执政方针主要涉及以下两个目标：其一，对外对抗哈布斯堡王朝；其二，对内加强法国的中央集权。第二項政策在1628年的拉羅歇爾之圍勝利後，獲得極大的成功，法國的絕對君主制開始脫穎而出，成為歐洲最中央集權的政府，這也表現在他不斷擊敗國內的大貴族與反對勢力上，包含1630年在「愚人日」（11月10日）讓太后玛丽·德·美第奇失勢、1631年驅逐普羅旺斯省長夏爾·吉斯、1632年擊敗並處死叛亂的地方大貴族蒙莫朗西元帥兼朗格多克總督（吉斯家族和蒙莫朗西家族從16世紀下半，就成為地方封建勢力及大貴族對抗中央王權的兩大代表），1635年擊敗王位首席繼承人——國王親弟奧爾良公爵，破除了法國政界習慣支持王位繼承人來挑戰王權的傳統。同時也建立了由中央派出總督、相當於郡縣制的集權體制，徹底改變長期由地方貴族擔任地方總督的封建習慣。
黎塞留一生富有政治權術，更富于的外交縱橫才幹，是三十年战争（1618年－1648年）的實際推动者和幕后策劃人之一，在三十年战争前期，法国并不是完全公开的与哈布斯堡王朝对抗，而是通过秘密的资助哈布斯堡王朝的敌人。比如，资助尼德兰从西班牙（此时尚属于哈布斯堡王朝）独立；派出大使沙爾納希促成了瑞典與波蘭-立陶宛聯邦簽訂條約，結束雙方戰爭，然後結成法國-瑞典同盟，:7-9:94再資助古斯塔夫二世進攻奧地利哈布斯堡王朝。後來這樣的政策隨著法國中央集權及國力加強而改變，首先在1628年－1631年的曼托瓦及蒙費拉托爵位繼承戰爭中，他出兵意大利，動搖了哈布斯堡家族在意大利的霸權，之後當瑞典初次退出三十年戰爭後，他讓法國於1635年全面參戰，最終擊垮奥利瓦雷斯公爵執政的西班牙，並取代西班牙的陸上霸權。
他和其後任的宰相马萨林一生致力于使法国兴盛並阻止德意志统一，以及打破哈布斯堡王朝对于法国的战略包围状态，为“太阳王”路易十四王朝前期的兴旺发达奠下了良好基础。儘管他是天主教枢机，但是为了法国的兴盛，他毅然决然地推动法国加入新教同盟，将国家主权置于宗教权力之上。在国内，他通过削弱贵族和新教徒的力量加强了主权。在他任内，法国王权大大加强了。1635年，成立法兰西学术院。

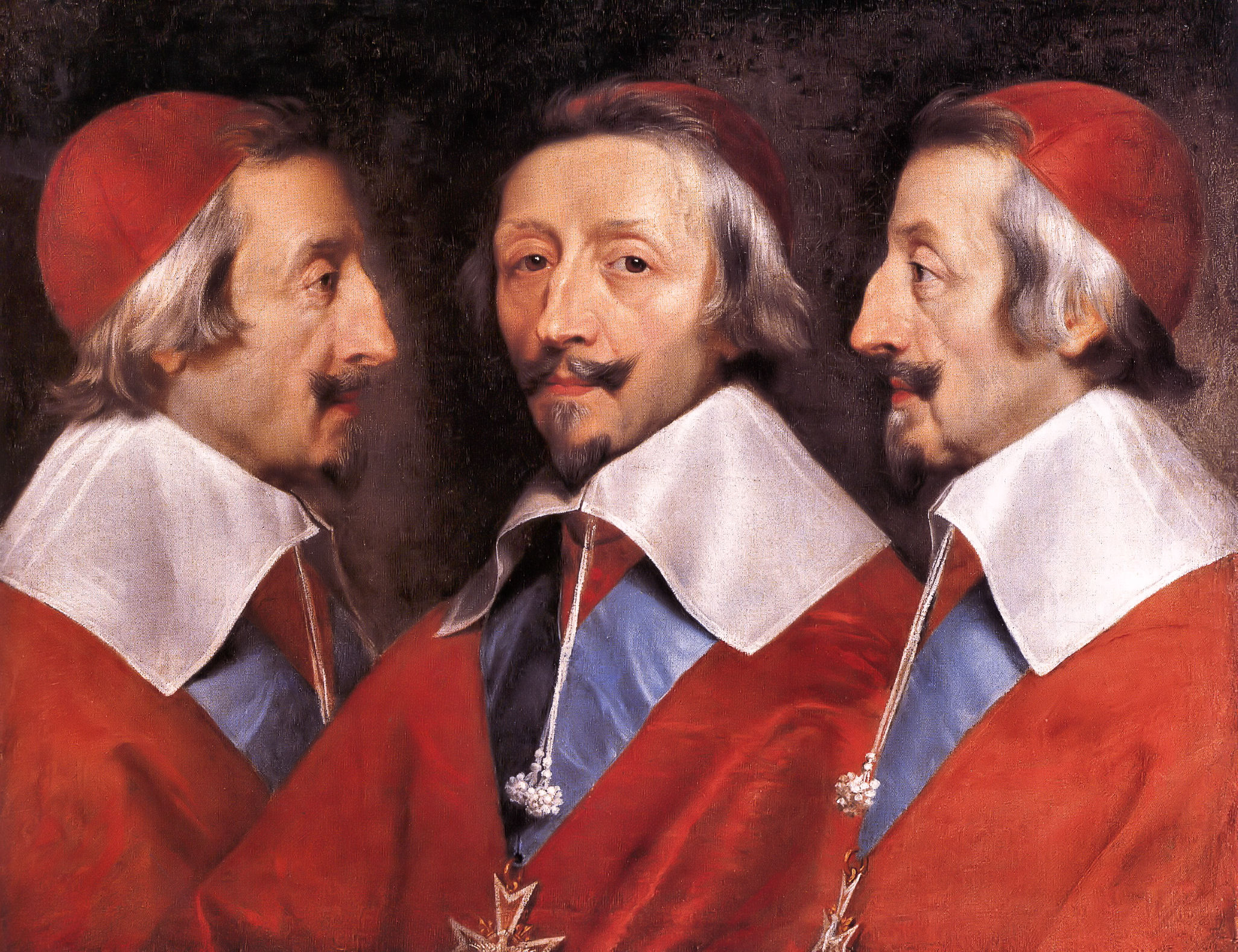
三面黎塞留，1642年（過世當年）繪製

## 晚年
在黎塞留的最后岁月裡他疏远了很多人，包括教宗烏爾巴諾八世，因为乌尔巴諾拒绝授予他教宗使节的称号。他甚至面临一场未成功的夺权阴谋。晚年他的健康状况完全恶化，在许多疾病中最严重的是眼疾与头痛。在他意识到命不久矣之时，他将权力交给了马萨林，1642年，黎塞留去世，終年57岁。临终前，神父问他：「要不要宽恕你的敌人？」他答道：「除了公敌之外，我没有敌人。」黎塞留被葬于巴黎大学索邦神学院。

## 影响
- 在法國作家大仲馬的小說《三劍客》中，黎塞留是一名奸雄式的人物，而後任马萨林在三部曲第二部《二十年后》中也被醜化描寫了。
- 二战时期法国黎塞留级战列舰即是以黎塞留命名的。这一级别的首艘军舰也被命名为黎塞留号。
- 法蘭西學院為黎塞留所建。当选其院士现已被视为法国学术界最高荣誉。
- 由英国作家阿道司·赫胥黎在1952年写的史詩小說《卢丹的恶魔（英语：The_Devils_of_Loudun）》一书中，黎塞留被描述为发动了看似荒诞但是确实是真实驱魔事件（1630年的卢丹事件）的政治斗争上的幕后黑手。

## 书目
- Alexander, Edward Porter. Museums in Motion: an introduction to the history and functions of museums. Lanham: Rowman and Littlefield. (1996)
- Auchincloss, Louis. Richelieu. Viking Press. (1972)
- Bergin, Joseph. The Rise of Richelieu. Manchester: Manchester University Press. (1997)
- Blanchard, Jean-Vincent. Eminence: Cardinal Richelieu and the Rise of France (Walker & Company; 2011) 309 pages; a biography
- Bonnaffé, Edmond. Recherches sur les collections des Richelieu. Plon. (1883) (French)
- Cabanès, Augustin. "Le Médecin de Richelieu – La Maladie du Cardinal" and "L'Odyssée d'un Crane – La Tête du Cardinal", Le Cabinet Secret de l'Histoire, 4e serie. Paris: Dorbon Ainé. (1905) (French)
- Collins, James B. The State in Early Modern France. Cambridge: Cambridge University Press. (1995)
- Dyer, Thomas Henry. The history of modern Europe from the fall of Constantinople: in 1453, to the war in the Crimea, in 1857（页面存档备份，存于）. J. Murray. (1861)
- Elliott, J. H. Richelieu and Olivares. Cambridge: Canto Press. (1991)
- Fontaine de Resbecq, Eugène de. Les Tombeaux des Richelieu à la Sorbonne, par un membre de la Société d'archéologie de Seine-et-Marne. Paris: Ernest Thorin. (1867) (French)
- Lodge, Sir Richard, and Ketcham, Henry. The life of Cardinal Richelieu（页面存档备份，存于）. A. L. Burt. (1903)
- Munck, Thomas. Seventeenth Century Europe, 1598–1700. London: Macmillan. (1990)
- Pardoe, Julia. The Life of Marie de Medici, volume 3. Colburn (1852); BiblioBazaar reprint (2006)
- Parker, Geoffrey. Europe in Crisis, 1598–1648. London: Fontana. (1984)
- Perkins, James Breck. Richelieu and the Growth of French Power. Ayer Publishing. (1971)
- Phillips, Henry. Church and Culture in Seventeenth Century France. Cambridge: Cambridge University Press. (1997)
- Pitte, Jean-Robert. La Sorbonne au service des humanités: 750 ans de création et de transmission du savoir, 1257–2007. Paris: Presses Paris Sorbonne. (2007) (French)
- Treasure, Geoffrey. Richelieu and Mazarin. London: Routledge. (1998)
- Trevor-Roper, Hugh Redwald. Europe's physician: the various life of Sir Theodore de Mayerne（页面存档备份，存于）. Yale: Yale University Press. (2006)  ISBN 978-0-300-11263-4
- Wedgwood, C. V. The Thirty Years' War. London: Methuen. (1981)
- Zagorin, Perez. Rebels and Rulers, 1500–1660. Volume II: Provincial rebellion: Revolutionary civil wars, 1560–1660. Cambridge: Cambridge University Press. (1992)

| 新爵位             | 黎塞留公爵 1629年—1642年                   | 繼任： 阿尔芒·尚·德·维涅罗·迪·普莱西 |
| 前任： 克劳德·芒戈 | 法兰西王國外交及聯邦事務大臣 1616年—1617年 | 繼任： 皮埃尔·布许斯拉尔，西耶里侯爵 |
| 前任： 无          | 法國首相 1624年—1642年                     | 繼任： 馬薩林                        |